# BAH 1
Die BAH 1 war die erste deutsche Unterwasserstation. 

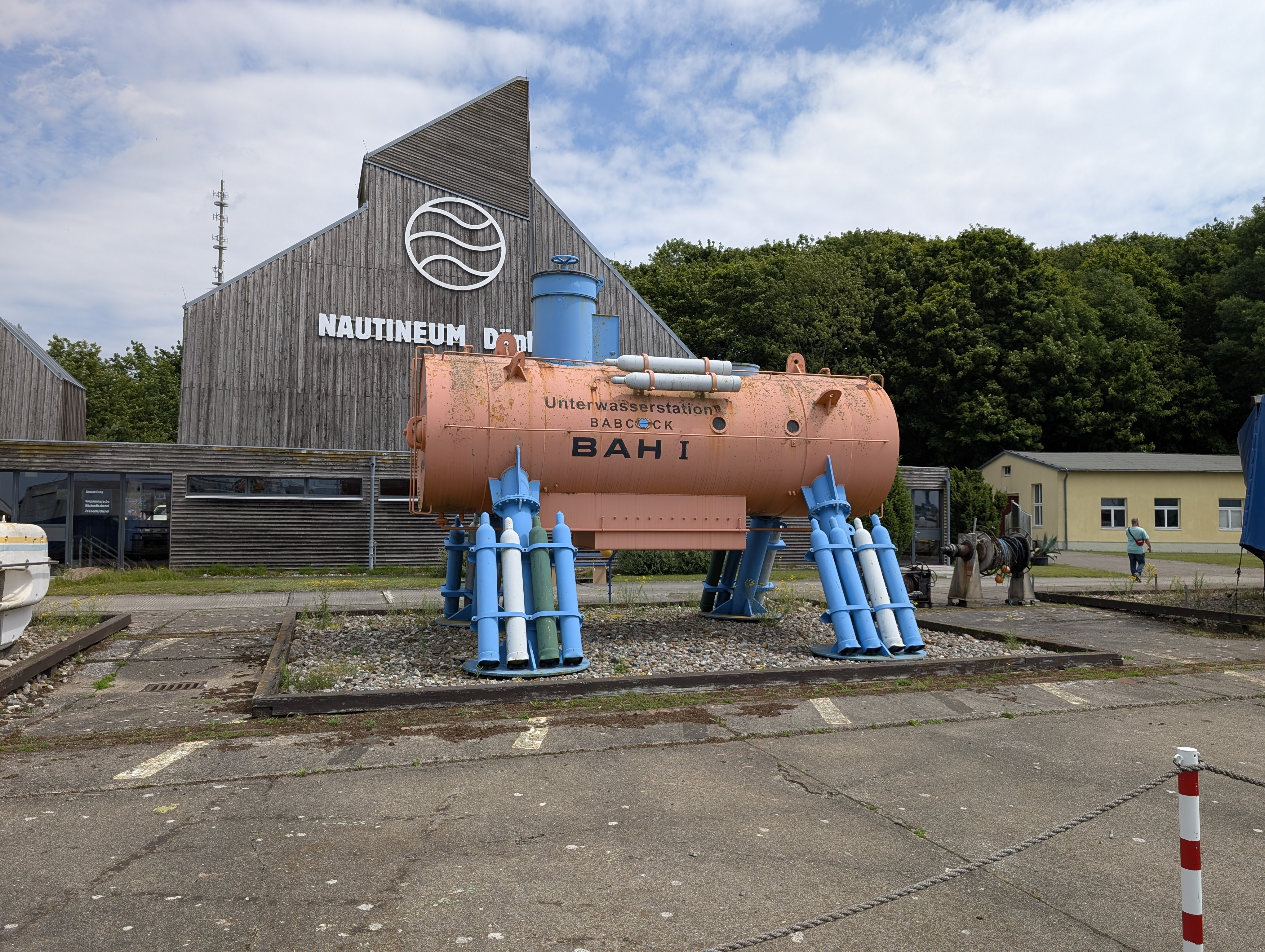
Die Unterwasserstation BAH 1 im Nautineum Stralsund (2025)

Ihren Namen erhielt sie von der Eignerin, der Biologischen Anstalt Helgoland (BAH), für die sie 1968 von der Oberhausener Firma Babcock gebaut wurde.
Erstmals eingesetzt wurde die Station im Sommer 1968 in der Flensburger Förde. 1968/69 diente sie der BAH für Forschungsarbeiten am Meeresgrund und war dabei in bis zu 47 Meter Wassertiefe eingesetzt. Viele Erfahrungen aus dem Einsatz wurden beim Bau des Unterwasserlabors “Helgoland” berücksichtigt.
Nach 1969 stand die Station auf dem Gelände des Geologischen Instituts der Technischen Universität Clausthal. Im Jahr 2003 wurde sie als Dauerleihgabe dem Deutschen Meeresmuseum in Stralsund übergeben und ist seitdem auf der Freifläche im Nautineum Dänholm ausgestellt. Hier wurde sie 2006 restauriert. Ab August 2016 wurde die BAH-1 für ein Jahr ans Westfälische Landesmuseum in Münster verliehen.

## Technische Daten
Druckkörper:
- Länge: ca. 6,00 Meter
- Breite: ca. 4,00 Meter
- Gesamthöhe: ca. 4,80 Meter
- Einsatzgewicht: 20 Tonnen
- Besatzung: 2 Personen